# 大和郡山市の金魚

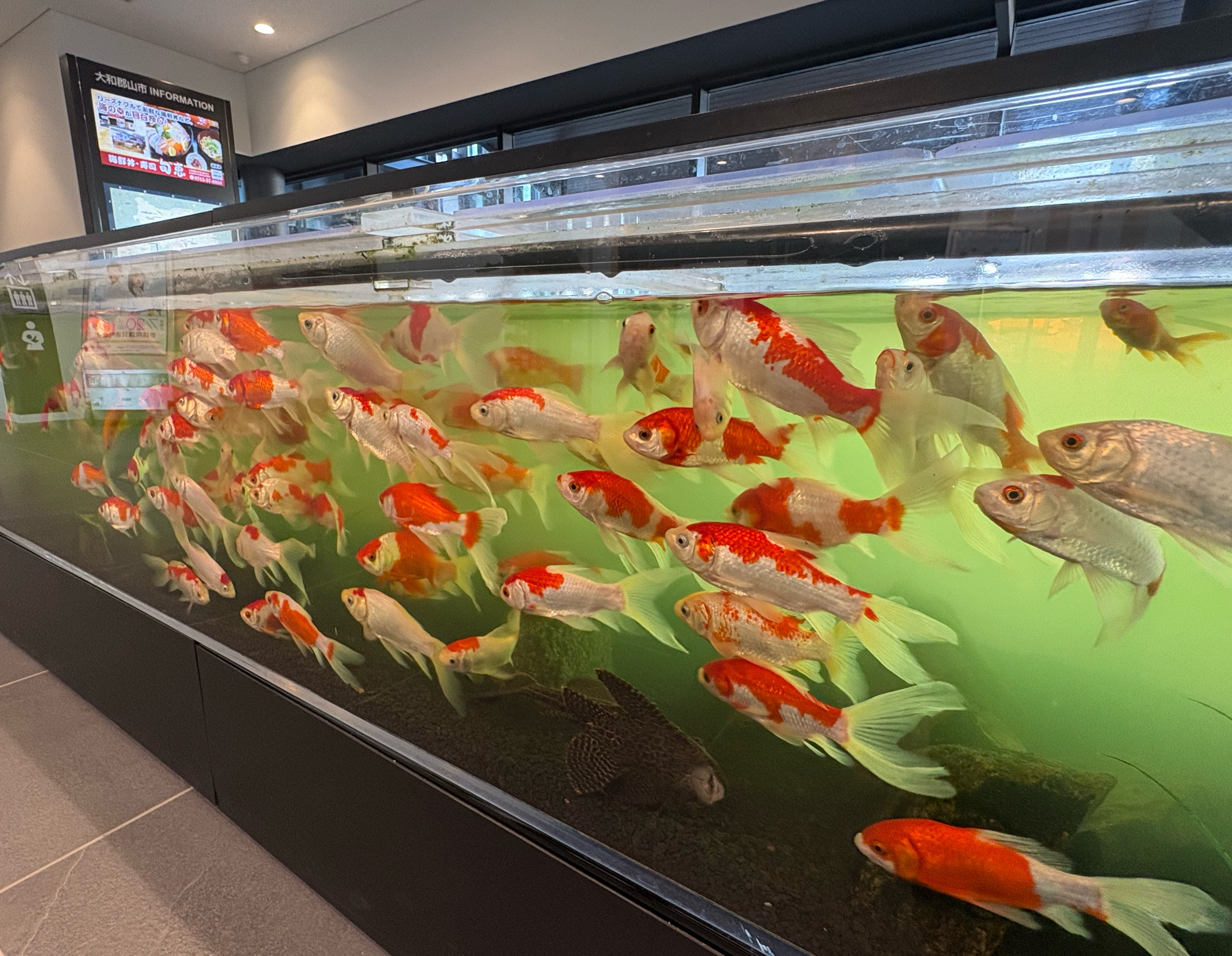
大和郡山市庁舎の金魚

本項目では大和郡山市の金魚（やまとこおりやましのきんぎょ）について記述する。奈良県大和郡山市は愛知県の弥富金魚、東京都の江戸川区と並ぶ金魚の三大産地のひとつである。江戸時代から金魚の養殖が始まり、現在でも市内に多くの養殖池が存在している。生産する金魚の6割が金魚すくい用の金魚であり、1995年からは毎年全国金魚すくい選手権大会が行われている。

## 背景

### 中国での金魚
金魚の発見は、1600年以上前に江西省の湖で見つかったとする説が有力とされる。宋の時代の968年から975年の間に浙江省の嘉興で金魚の養殖が始まり、明の時代（1368年～）には庶民にも金魚の飼育が広まっていた。1502年には日本に、1611年にはポルトガルに観賞用として金魚が輸出された。明の時代の1728年にはオランダで金魚の人工繁殖が成功、1852年ごろにはアメリカでも金魚の姿が確認されている。

### 日本での金魚
日本への金魚伝来の時期については諸説あるが、元亀2年(1502年)に堺に伝来したというのが通説となっている。これは1748年に安達喜之が著した『金魚養玩草』の記述に基づいている。中国から日本に渡来した金魚の品種はワキンであったというのが通説となっている。1687年に刊行された江戸の地誌『江戸鹿子』には金魚屋に関する記述がある。1693年の井原西鶴『置き土産』には大阪に金魚の専門業者がいたこと、一匹五両から七両と高値で売買されていたことが書かれている。18世紀に入ると金魚ブームが訪れ一般大衆にも普及した。この普及にはびいどろ製の金魚鉢の出現によって、元来上からしか鑑賞していなかった金魚を横方向から観賞できるようになったことが影響したと考えられる。

## 歴史

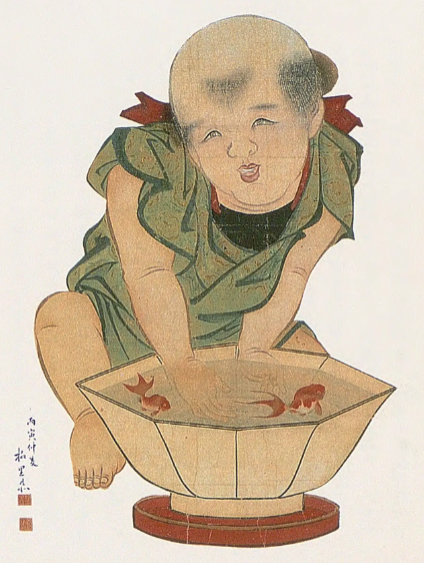
「童子と金魚が戯ける図」。柳沢藩の重臣、柳沢淇園の作品。

### 郡山藩での金魚の養殖
大和郡山市の金魚は、享保9年（1724年）に柳沢吉里が甲府藩から郡山藩に移封された際、家臣の横田文兵衛が金魚を持参したことに始まる。文兵衛が郡山で金魚の養殖に成功すると周りの家臣にも広まり、次第に藩士の内職として金魚の養殖がおこなわれるようになった。当初は趣味に近いものであったが、郡山藩の財政が厳しくなってくると金魚の飼育が藩士の主要な収入源となっていった。1773年に家督を継いだ第三代藩主、柳沢保光は藩士の生活を憂い金魚の飼育を奨励、その援助を行った。
安永年間には家臣の佐藤三郎左衛門が大阪の金魚商から「ランチュウ」を購入、文久2年（1862年）には商人の高田屋嘉兵衛が「オランダシシガシラ」を買い取りそれぞれ養殖を始めている。1860年代前半には郡山の金魚商が愛知県の弥冨に金魚を伝え、これが弥冨金魚の起源とされている。1871年の廃藩置県で郡山藩が廃止されると藩士たちは職を失い慣れない商売に手を出したり、警察官などへの転職を余儀なくされた。

#### 小松春鄰の活躍
藩士の一人であった小松春鄰（こまつ はるちか）は、砲術の兵術家として戊辰戦争や天誅組の乱に参加した人物である。1870年ごろから屋敷での金魚の飼育を始めており、廃藩後は金魚の養殖を商売として手掛けるようになった。1879年には小松金鱗社を立ち上げ、郡山城の外堀や付近の村々に養魚池を広げて金魚や鯉の生産数を増やした。また、近隣の農家に養殖の方法などを伝え、農家の副業としての金魚の養殖を広めていった。これらの活動によって武家屋敷の多かった郡山城北側に集中していた養魚池は郡山城南側など他の地域へと拡大していった。
その後、春鄰は奈良県物産陳列所や奈良駅などに金魚の放養池を整備し金魚を販売、新聞への広告掲載や品評会への出品を繰り返して郡山の金魚の知名度を高めた。それとともに金魚運搬用の金魚桶を開発、最初に重ね桶を用いた鉄道小荷物輸送を始め、北陸地方や東京へ販路を拡大した。1887年の内国勧業博覧会などにも金魚を出品、やがて金魚の審査員を務めるようになった。1897年に第二回水産博覧会へオランダシシガシラを出品した際には宮内省御用品に指定されている。
1904年、小松金鱗社を母体として郡山金魚株式会社を設立した。しかしこの年から始まった日露戦争の影響で販路を喪失、六月に郡山金魚株式会社は解散した。
この頃、春鄰は1904年のセントルイス万国博覧会に三万匹の金魚を出品しようと計画していたが、日露戦争の勃発によって手配していた船、安芸丸が御用船へと転用され頓挫した。結局万博には養魚池の模型と養魚の解説書を出品することになったが、春鄰は大きく落胆したという。
1914年に春鄰は死去し、息子が小松春鄰の名前を継ぎ台湾やロンドンへの金魚輸出につとめた。

#### 郡山藩による金魚養殖の奨励

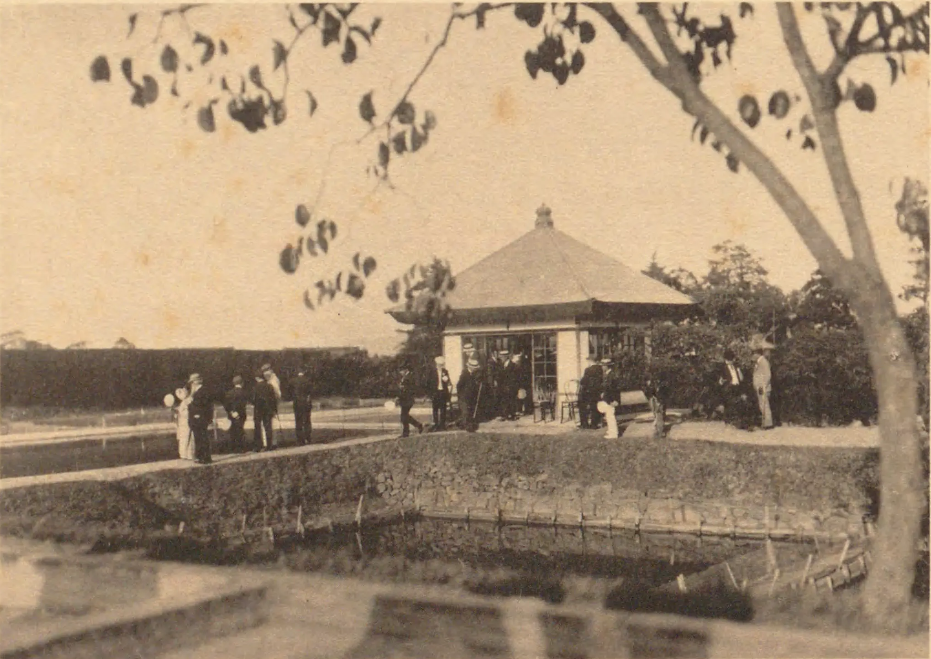
柳沢養魚場

1887年、最後の郡山藩主であった柳沢保申が「柳沢養魚研究所」を設立し旧藩士のために金魚の養殖の研究を行い郡山金魚の発展に寄与した。

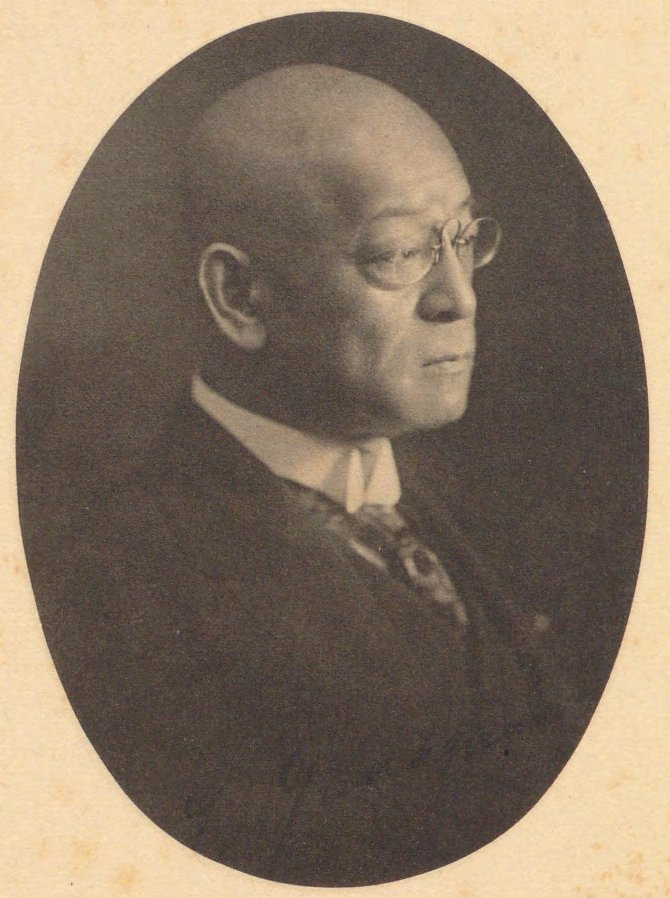
柳沢保恵

保申の跡を継いだ柳沢保恵は1900年、郡山城址に「柳沢養魚場」を設立し品種改良や金魚の販売などを行った。保恵は自著『金魚の寿命』で、この養魚場の設立の目的について「私だけの鑑賞を目的としてではない。日本の金魚を広く海外へ輸出し国益を上げたかったから」と記している。1904年には郡山城址で金魚品評会を開催し自身も金魚を出品した。この金魚品評会は現在も行われており、2021年には第100回を迎えている。柳沢養魚場は1912年度に300万尾の金魚を生産、品種はオランダシシガシラが中心となっていた。ただこの品種は海外への輸出が難しかったために東京から琉金を導入し海外への販路を見据えた。
柳沢家の積極的な飼育の奨励で金魚の生産量は年々増加、1900年には180万尾、1905年には付近の市町村も合わせて3840万尾と5年で30倍になっている。しかし、過剰生産と日露戦争の影響で値崩れを起こしたため、翌1906年には約600万尾と大きく後退した。その後は1926年ごろまで1000万尾程度で推移、1933年には2000万尾を超えた。1936年に戦前の最盛期を迎え、全国の金魚の6割が大和郡山で生産されるようになった。郡山が一大産地となった背景には小松春鄰や旧郡山藩の努力の他、水棲昆虫の発生が金魚の稚魚の発生よりも遅く捕食されにくいこと、市内にため池が多く金魚の餌となるミジンコが豊富に捕れるという地理的特性も影響していた。

### 戦争による衰退と復興
太平洋戦争が始まると食料の確保が最優先とされ、金魚の養殖池は水田への転用、食用鯉の生産が行われ金魚産業は衰退した。
終戦後の昭和20年代は戦争の影響をひきずり金魚の生産量は全国の二割程度に落ち込んでいた。1957年ごろに市内の金魚池が復活しはじめ、1968年ごろになってようやく生産量が戦前と同程度まで回復した。
戦後の復興期においては、やまと錦魚園の嶋田正治が、1941年から輸入され始めた中国金魚の養殖試験を引き受け、水泡眼、パール、青文魚、茶金、丹頂、花房といった品種の養殖に成功している。後に嶋田は1978年に「青い金魚友の会」を設立、ハンセン病診療所などに金魚の寄付を続けた。1982年には金魚資料館を私費で開設している。

### 高度経済成長期

#### 自然災害の影響
金魚生産は自然災害の影響をたびたび受けている。1959年の伊勢湾台風では、愛知県弥冨市の金魚養殖が大きな被害を受けほとんど全滅といえる状況となった。それを聞いた郡山の養殖業者が翌年の一月に復興のために親魚を弥冨市へ出荷した。この出荷は友情出荷と呼ばれている。
1968年、大和郡山では7月の大雨によって河川やため池の堤防が決壊し5000万尾を超える金魚が流出、その被害額は二億円にのぼった。

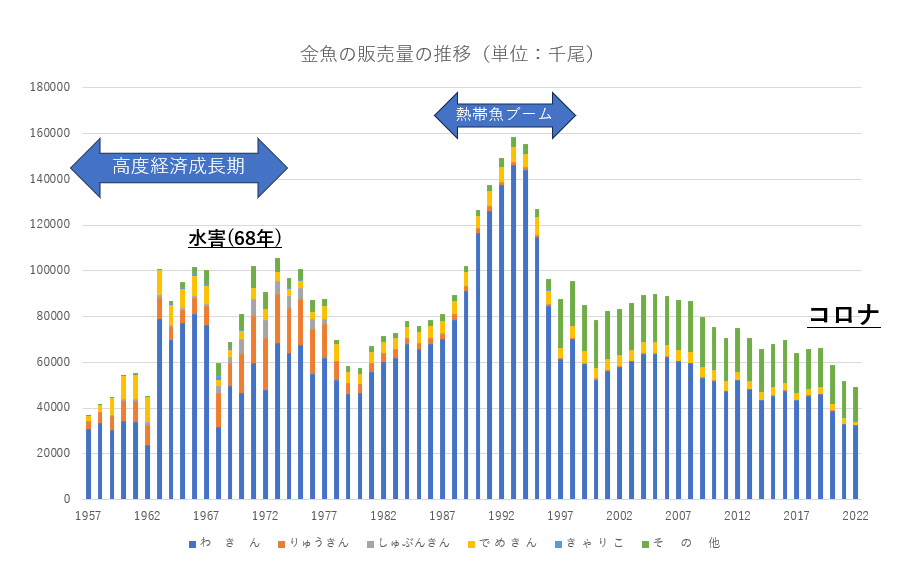
金魚販売量の推移。出典：奈良県統計年鑑

#### 高度経済成長期の金魚ブーム
戦前の大和郡山では、生産される金魚の品種はオランダシシガシラ、琉金、ランチュウといった高級金魚が中心となっていた。1950年代の高度経済成長期に入ると熱帯魚の飼育ブームや縁日での金魚すくいの需要の拡大によってワキンの生産量が大きく増加している。
1973年には1億尾の金魚が生産され、その65％がワキン、20%程が琉金となっていた。1973年のオイルショックによって金魚ブームが終焉を迎えると、大和郡山の金魚生産量は減少の一途をたどり、1980年には5000万尾程度にまで落ち込んでいる。琉金など、ワキン以外の品種が大きく生産量を落とし、1981年にはワキンが生産量の8割以上を占めるようになった。

### 熱帯魚ブーム
1988年には大型熱帯魚の飼育ブームが訪れた。餌となるワキンの需要が急増し再び生産量が増加、ワキンへの特化が進んでいった。
対照的だったのが弥冨金魚で、昭和の初めごろは安価な金魚の生産が中心であったが、昭和50年代から様々な高級品種を生産するようになった。安価な金魚に特化した大和郡山と高級な金魚に特化した弥冨金魚に二極化したといえる。

### 平成以降
1995年、大和郡山観光協会会長の石田貞雄による発案で、第1回全国金魚すくい大会が開催され、以降毎年恒例のイベントとなった。
1996年、熊本県長洲町、愛知県弥富市の金魚名産の3市町で「金魚サミット」が開催され、金魚を用いた地域の振興策などの議論がなされた。このサミットは1998年の第3回まで行われた。
2014年に、国は一億総活躍社会の実現を目的とした「地方創生加速化交付金」として、約5300万円を大和郡山市に拠出した。大和郡山市はこれを活用し「『金魚が泳ぐ城下町』賑わい創出事業」と銘打って様々な事業を展開した。地元商店街のクーポンの提供、「金魚の改札口」などの設置などが行われた。

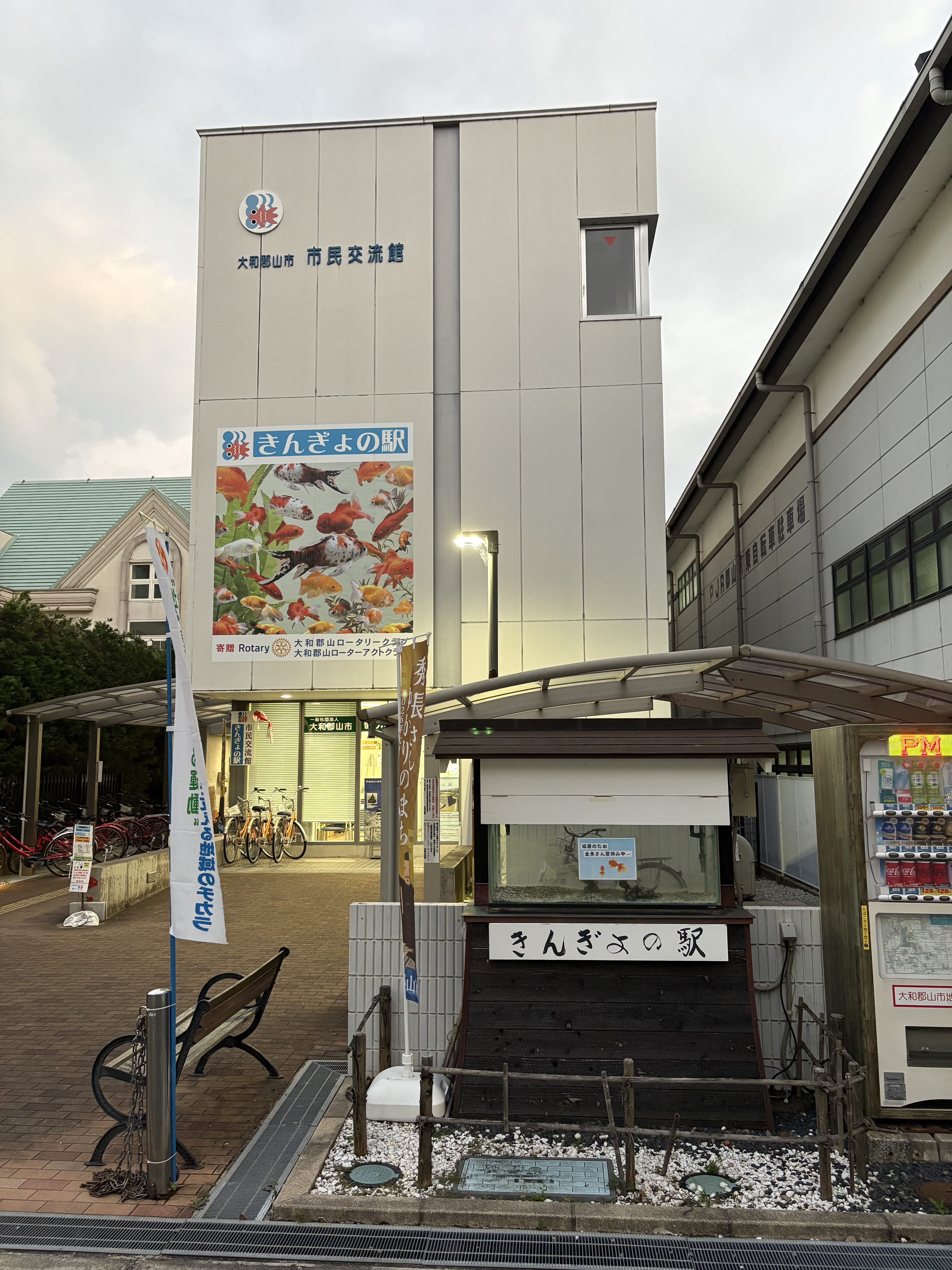
きんぎょの駅

2020年、JR郡山駅前にある観光案内所、「市民交流館」がリニューアルした。金魚の町のアピールとして「きんぎょの駅」という愛称がつけられ、入り口付近には郡山城のやぐらをイメージした巨大水槽「お城水槽」が設置された。

#### 新型コロナウイルスの影響
2020年の新型コロナウイルスの感染拡大によって、全国的に祭りなどのイベントが中止され、金魚すくい用のワキンの出荷が9割減少した。巣ごもり需要によって観賞用の金魚の出荷は2割増えたものの、全体の売り上げは昨年と比べて半減する見込みとなった。
このコロナウイルスの流行が決定打となり金魚の生産量は2020年から減少を続け、2023年は4600万匹と過去最低を記録した。大和郡山市は生産する品種を金魚すくい用のワキンから高級金魚へ転換することを勧めている。しかし、市内の養殖池は規模が大きいものが多く、遊泳力が高いワキンの生産に向く一方、ランチュウなどの高級品種は規模が小さい養殖池が向いているためなかなか転換が進まない状況となっている。

### 輸出史
1904年のセントルイス万国博覧会での金魚の出品のあと、1907年にはシアトルへの輸出が始まった。台湾では、二代目の小松春鄰によってオランダシシガシラや琉金など二万尾が基隆に送られ金魚の養殖が始まっている。満州では、1918年に関東都督府に鯉や金魚が移出されており、大連での養殖が企図されていた。
1937年、郡山金魚輸出組合が結成、本格的な金魚の輸出が始まった。
第二次世界大戦が起こると金魚の輸出は一時的に途絶えたが、戦後間もない1948年にアメリカからの20万匹の注文が届き輸出が再開されている。このころはブリキの缶に水を4割ほど入れ空気を充填して輸送していた。20日間にも及ぶ長旅であり金魚の6割が死んでしまうこともあったという。
戦後は中国が共産圏だったこともあり、日本が世界各国へ金魚を輸出していた。1975年頃から中国が金魚の生産に力を入れ始め、安価な金魚が出回るようになり日本の金魚輸出は下火になっていった。
近年では東南アジアや中国の富裕層が高級品種を求めるようになり、それらの品種の輸出が伸びてきている。

## 現状と課題

### 生産
大和郡山市では、生産される金魚の6割強をワキンが占めており、その多くは当年生まれの個体である「小赤」である。小赤は金魚すくいや熱帯魚の餌として利用される。2019年時点で約5,400万尾が生産されており、2位の愛知県弥富市（約654万匹）を大きく上回って、全国シェアの約4割を占めるとされる。ただし、年間取引額では、高級品種が中心の弥富金魚の方が上回っている。

#### メダカの生産
1997年頃から大和郡山市では、安価なヒメダカの養殖が盛んになり、2007年頃には市内のほとんどの金魚養殖業者がメダカ養殖も行うようになった。2022年時点では、市内で養殖される魚のうち「その他」の部類が34%を占め、その97%がメダカである。メダカ養殖が普及した理由としては、小学校の授業や熱帯魚の餌としての安定した需要に加え、金魚に比べて養殖の手間が少ないことが挙げられる。

### 養殖業者の減少
2015年時点での大和郡山市の漁業関係者は市民全体の0.2%にも満たない状況である。金魚養殖業者の大半は家族経営で、従業員数は、市内の43業者すべてで一桁となっており、その平均は2.93人と小規模な事業者で構成されている。高齢化も進んでおり、2018年時点で就業者の36%を65歳以上が占めている。
後継者不足による廃業も深刻化している。金魚漁業協同組合の会員数は年々減少の一途をたどり、1991年には53名、2003年は35名、2020年は25名となっている。後継者がいなくなった金魚池に太陽光パネルが設置される事例もみられる。

#### 行政の対応
大和郡山市は毎年、養殖業者の支援のために、「金魚産業活性化事業補助金」として約40万円、「観賞魚疾病対策事業補助金」として約70万円を郡山金魚漁業組合に拠出している。一方で、全国金魚すくい競技連盟に1100万円を拠出しており、議会では「バランスが悪いのではないか」という指摘がなされている。
他の金魚養殖の支援策として、経営者がいなくなった金魚池を「農地バンク」として市が預かり、新規参入した業者に利用してもらうという取り組みが行われている。
大阪府立大学の渡邉は、大和郡山市の施策について、「金魚産業の発展よりも、大和郡山といえば金魚というブランディングに重きを置いている」と分析している。

## 金魚の養殖

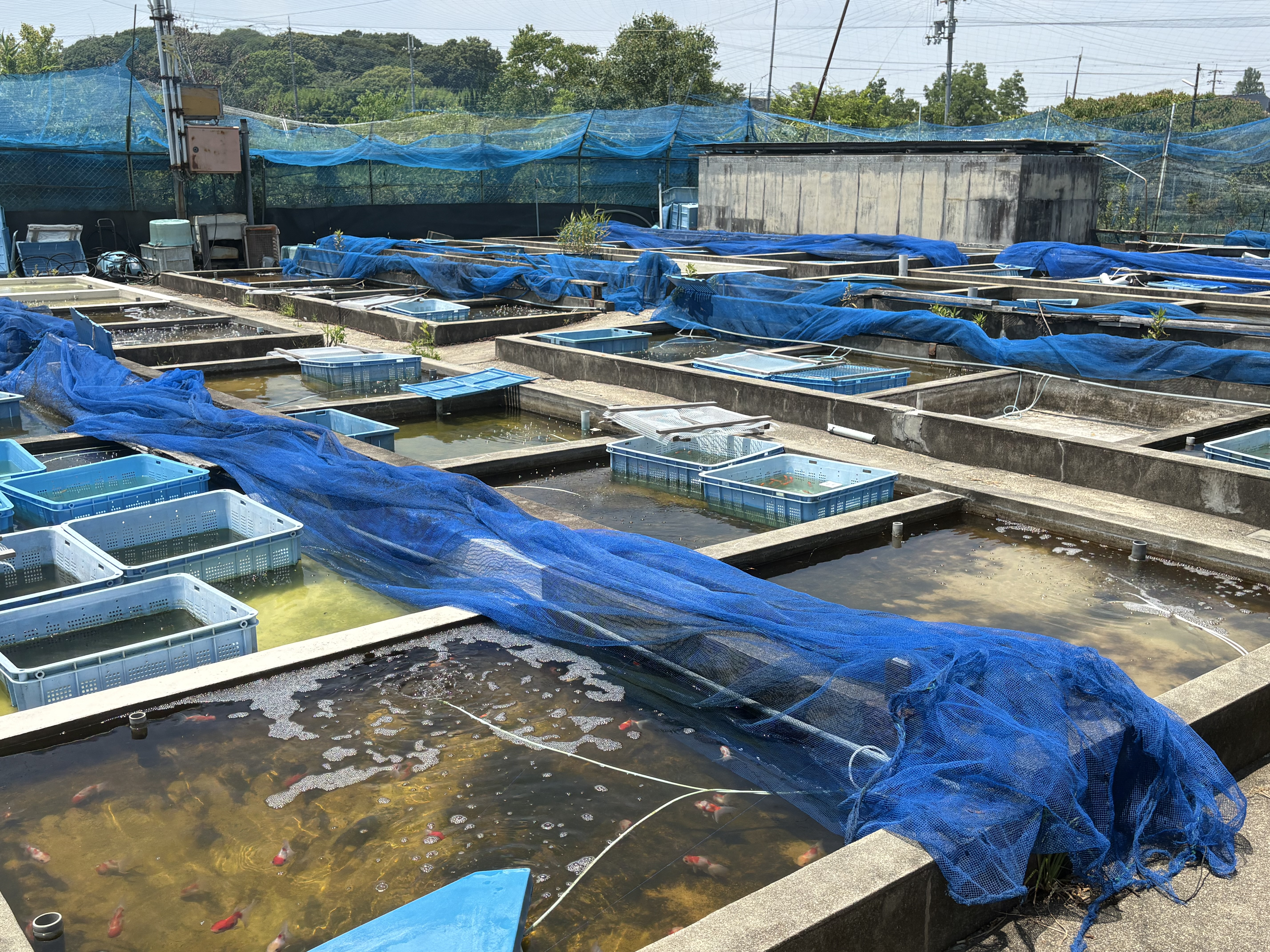
やまと錦魚園の養殖池

### 養殖場
金魚の養殖場は3つに大別され、ため池、専用の養魚池、水田養魚がある。このうち、水田養魚は現在の大和郡山では全く見られない。

#### 養殖池の歴史
1955年までの大和郡山における養殖池は、北部の九条町・城北町および南部の新木町に局所的に分布しており、これらは戦前からの専用養殖池であったと考えられている。
高度経済成長期の金魚ブームに伴い、南部の他地域では急増した需要を満たすため水田を利用した水田養魚が始まった。しかし、肥料の管理が難しく金魚の品質が低下しやすいという欠点があったほか、1978年の減反政策で水田から金魚養殖への転換に対する奨励金がでなくなったこともあり、1970年代には急速に衰退した。
また、金魚ブームによる需要増加で奈良盆地の全域でため池を使った溜池養殖が大きく拡大した。その後、溜池養殖は観賞魚の需要の減少と共に減少していった。
大和郡山がワキンの大量生産に特化するようになると、ワキンと相性が良い溜池養殖が再び拡大している。
農林水産省によると、2008年時点で県内に1147ある金魚養殖池のうち、97%が大和郡山市に位置している。

### 金魚の養殖の流れ
4月から5月にかけて産卵藻（魚巣）を用いた金魚の産卵が行われる。金魚池に産卵藻を浮かべると夜明けごろ金魚がそこに産卵する。産卵は一週間おきに複数回にわたって行われる。卵のついた産卵藻を孵化池に移し卵は3日ほどで孵化する。金魚が魚巣から離れて泳ぎだすようになると人工餌や鶏卵を餌として与える。品種によっては複数回の選別を行い、優良魚を残していく。6月上旬頃から金魚に色が付きはじめ出荷の最盛期を迎える。

### 産卵藻
金魚の卵は粘着性の沈性卵で、産卵藻に植えつけられる。郡山の金魚養殖においては、昭和30年代頃までは柳の根が使われ、柳の根の入手が難しくなってくると代わりにヒカゲノカズラを使用するようになった。

#### 柳の根
大和郡山では、明治期から昭和30年代ごろまで産卵藻には柳の根が使用されていた。柳は河川沿いにあり、大和郡山の金魚業者は大和川などで柳の根を採取していたという。1959年の伊勢湾台風によって河川の護岸工事が進むと次第に柳の根を手に入れることが難しくなっていった。

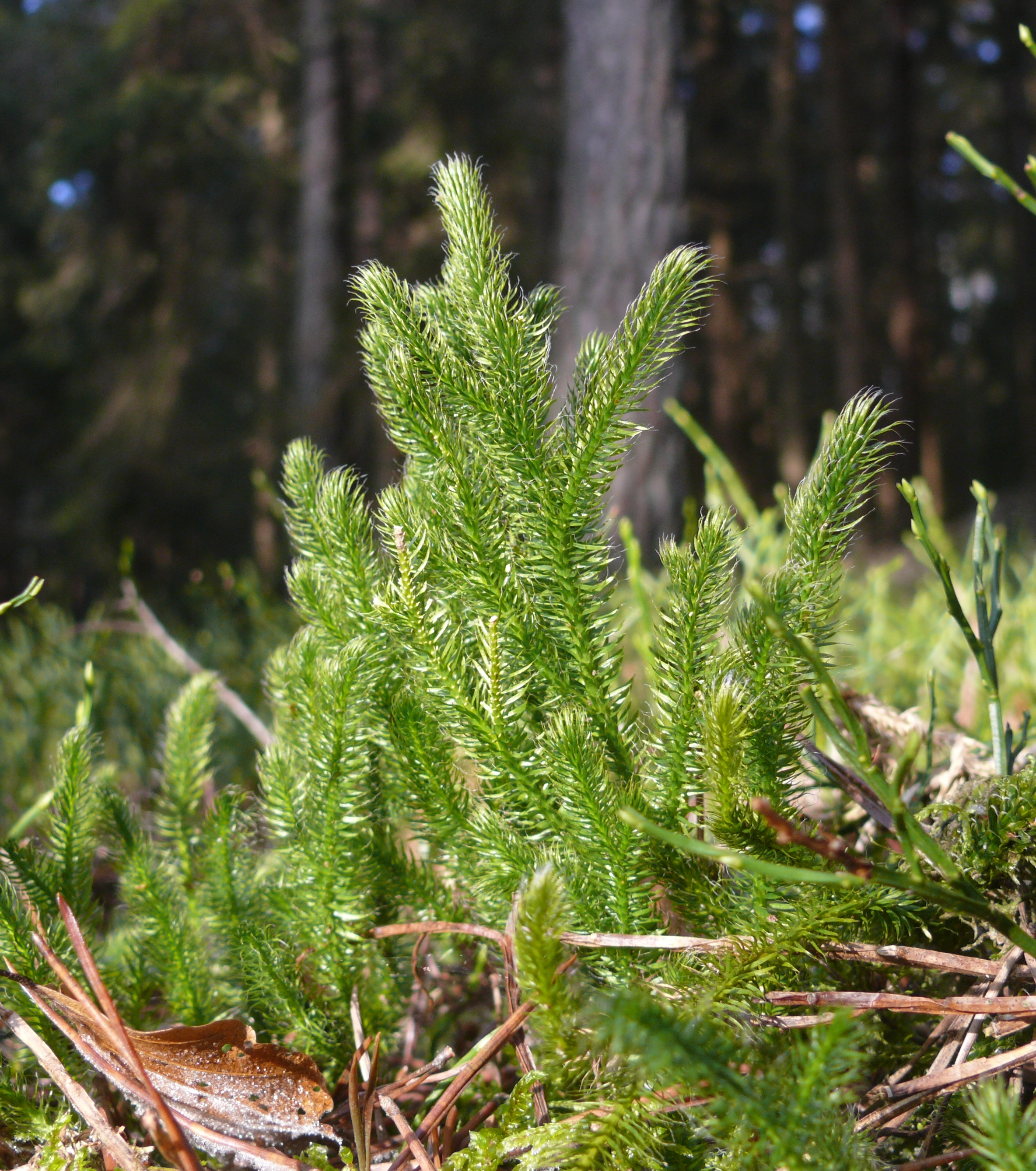
自然に植生するヒカゲノカズラ

#### ヒカゲノカズラ

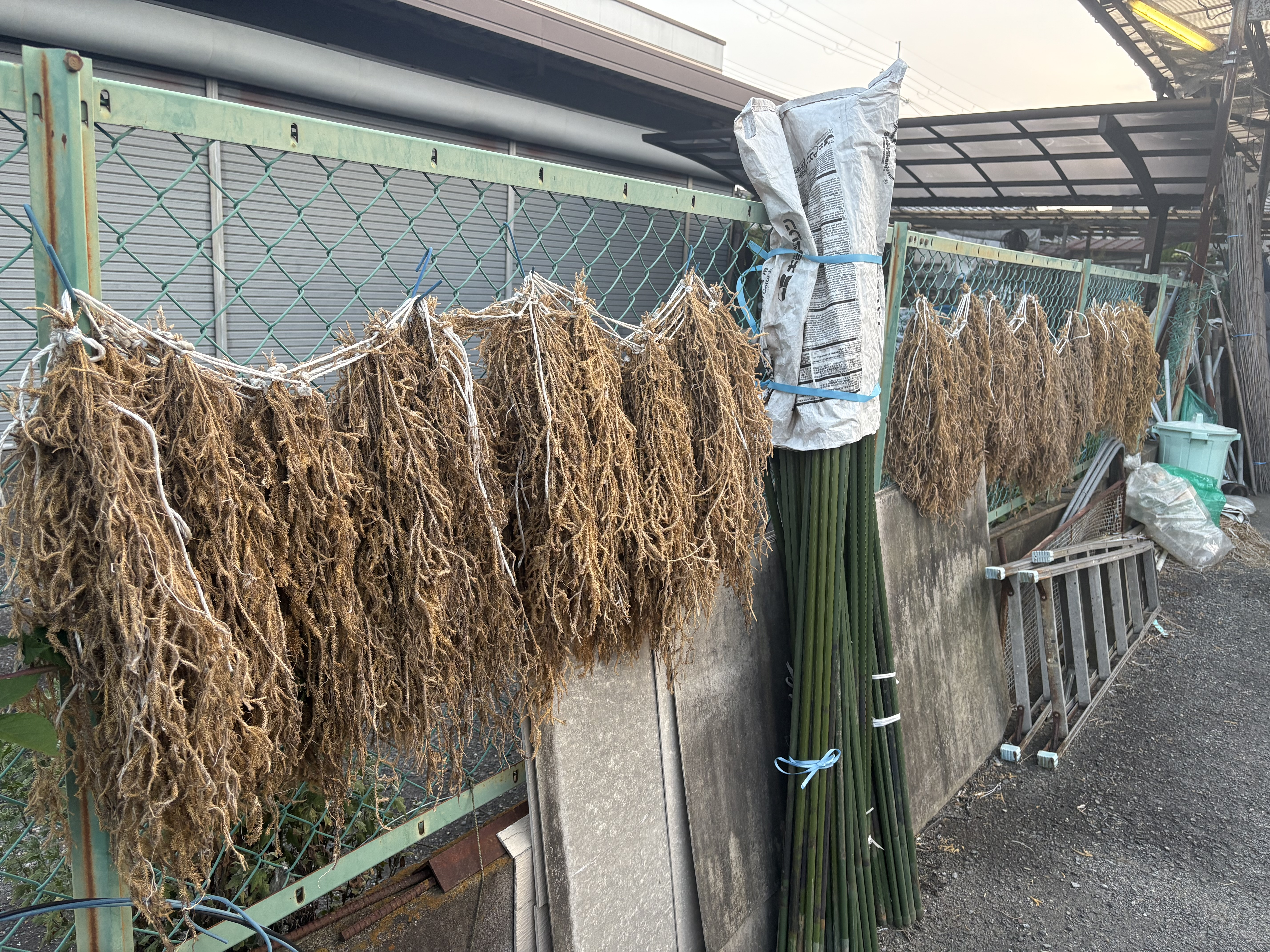
養魚場のヒカゲノカズラ

大和郡山のある養殖業者が、産卵藻としてシダ植物のヒカゲノカズラを試験的に使用したところ、産卵に成功した。従来使われていた柳の根は硬く、魚体を傷つけるおそれがあったが、ヒカゲノカズラは柔軟であるためその心配が少なく、さらに山に行けば大量に採取できるという利点があった。この成功を受けて、ヒカゲノカズラは大和郡山の養殖業者の間で広まり、周辺の山地へ採取に行くようになった。やがて近隣の山では採り尽くされ、吉野、曽爾、高野山などの遠方にまで足を運ぶようになった。道沿いの分かりやすい場所は先に採取されるため、山奥まで入り採集するようになったという。現在でもヒカゲノカズラの自生地は、各養殖業者によって秘匿されている。2022年の聞き取り調査では、回答のあったすべての業者がヒカゲノカズラを使用しており、入手経路としては自ら採取するほか、他の業者からの購入も行われている。一時期は高野山から行商人がヒカゲノカズラを販売に訪れていたが、価格の上昇により次第に自家採取が主流となり、行商は姿を消したという。

### 金魚の飼料
金魚が孵化すると、まず「センスイ」と呼ばれる池に移される。かつて高級品種を養殖していた時期には、ミジンコ（アカコ）を継続的に与えながら1か月から2か月間飼育した後、養殖池へと放流していた。アカコは「アカコスクイ」と呼ばれる作業で採集されていた。後に養殖の中心がワキンに移ると、餌にはゆで卵の黄身が用いられるようになり、センスイでの飼育期間も数日程度に短縮された。

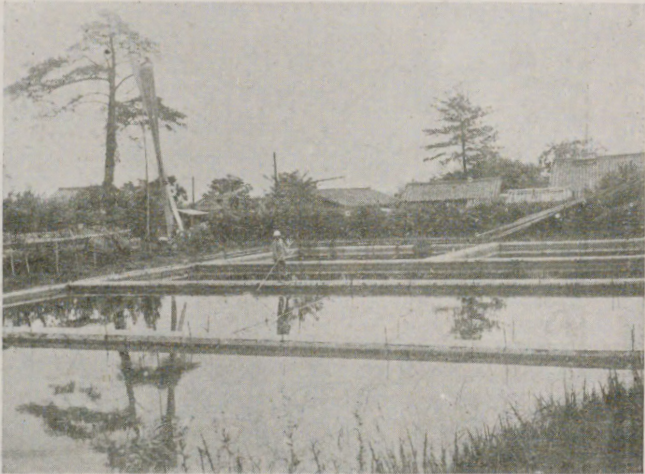
昭和初期の養殖池。左側にアカコスクイの袋網が干されている。

#### アカコスクイ
孵化した金魚の餌は、その口径に適したサイズである必要がある。最上の飼料として動物プランクトンのミジンコがあり、かつての大和郡山では4月から5月にかけてため池のミジンコを網ですくいとるアカコスクイが行われていた。アカコとはミジンコのことを指す。
あらかじめため池に有機肥料などを投入しておくと、ミジンコ類やワムシ類が増殖する。アカコスクイは夜明け前や早朝に行われる。網は5メートルから6メートルほどの筒状になっており、先端を括り付けて袋網とする。この袋網を竹竿に括り付け、てこの原理を用いながら8の字に動かし池のミジンコをすくう。
アカコスクイが終わった後は袋網を高い棒につるして干しており、その網が風でたなびく様子が吹き流しのように見えるのが当時の郡山の風物詩となっていた。
集めたミジンコはアカコ用のふるい（アカコトオシ）にかけていた。このアカコトオシは、基本的に3段階の大きさがあり、稚魚に合ったサイズのミジンコをより分けて与えていた。
ミジンコは主に高級品種の餌として使われていたが、1970年代に入ると安価なワキンの生産が主流となり高級品種の生産が縮小、アカコスクイも衰退していった。2000年代はじめごろには最後までアカコスクイをしていた業者が作業中に池に転落したのを機に辞めてしまったという。

### 水つくり
金魚養殖において最も重要とされるのが、水づくりである。養殖池の水は「青水」と呼ばれ、植物プランクトンの繁殖により青く濁っている。この青水は、植物プランクトンによる光合成によって酸素を供給し、また鳥などの外敵から金魚の姿を隠す役割も果たす。青水は、稚魚を池に放つ前に鶏糞を投入して動物プランクトン（ミジンコなど）を繁殖させ、これを稚魚が捕食することで、やがて動物プランクトンの数が減少し、競合相手のいなくなった植物プランクトンが増殖することで形成される。

### 選別
高級品種の養殖では、形の良い個体を選抜するために「選別」と呼ばれる作業が行われる。これはワキンの養殖では実施されない。孵化から約15日が経過すると尾びれの形状が判別可能となり、最初の選別が行われる。一匹ずつ目視で確認し、尾びれの形が悪い個体などを除き、残った金魚は再び池に戻される。この選別は複数回繰り返され、最終的に形の良い個体だけが残される。
かつてこの選別作業は、ヨリコさん（選り子）と呼ばれた女性たちが担当しており、一日に一人で一万匹を選別する者もいたという。主要な品種がワキンへと転換していく中でヨリコさんの需要も減っていき、現在ではヨリコさんはみられなくなった。

### 出荷
出荷作業では、まず養殖池の一角に餌をまいて金魚を誘導し、その周囲を簀で囲っていく。徐々に囲いを狭め、追い込まれた金魚を網ですくい上げた後、異なる大きさの網目に通して選別し、規格を揃えて出荷する。

## 流通

### 運搬
金魚の運搬方法としては、明治から昭和初期にかけては金魚桶が用いられ、昭和中期以降はビニール袋に水と酸素を入れる方法が一般的になった。出荷の際には、数日間生け船などに金魚を移し、餌を控える。この処置には、金魚を空腹に慣らすことに加え、排泄物によって輸送中の水が汚れるのを防ぐ目的がある。

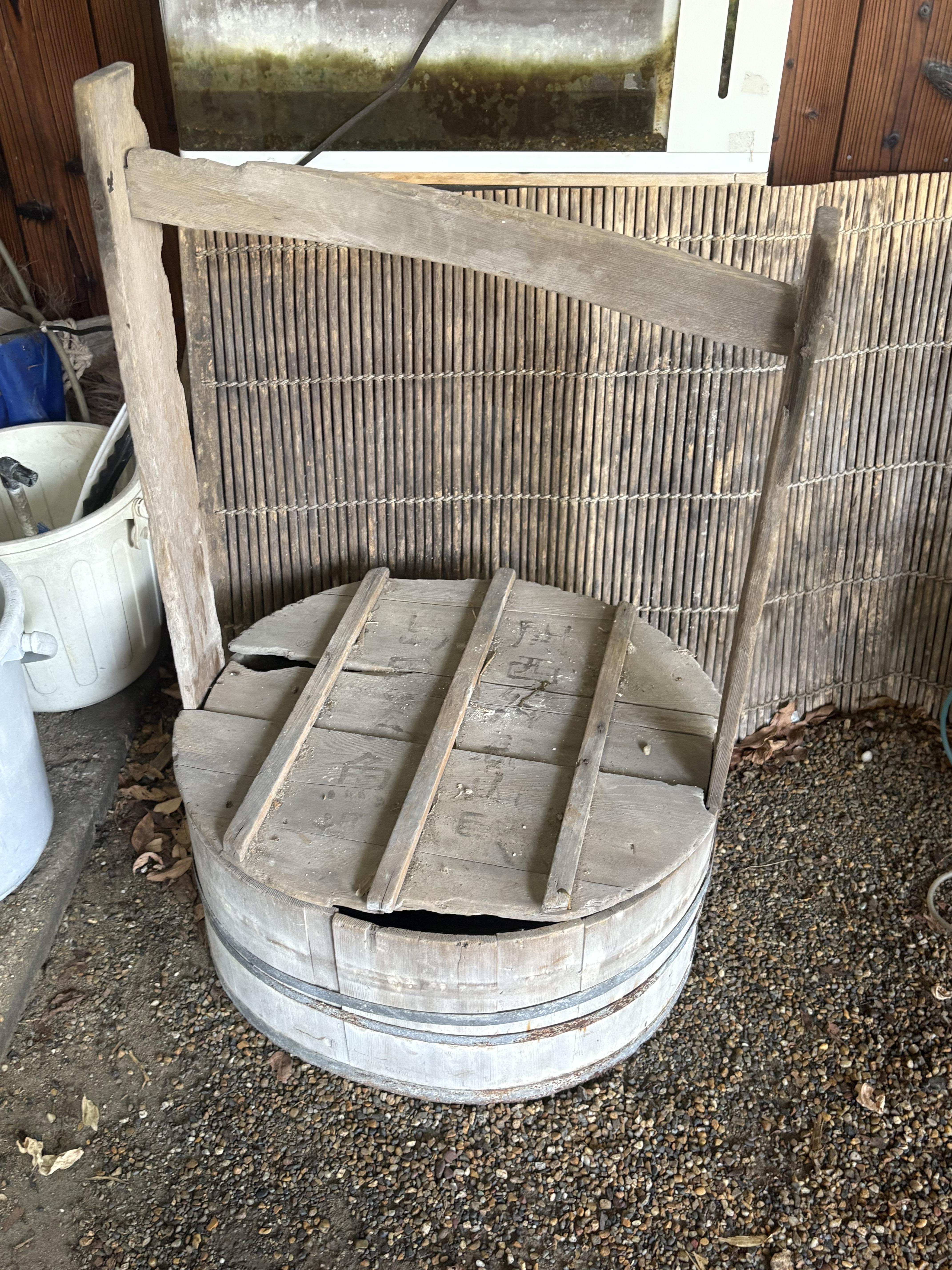
金魚桶

#### 金魚桶
戦前の金魚の運搬には「荷ない桶」と呼ばれる広く浅い桶を使用していた。明治期に入り金魚の大量生産をするようになると、大量輸送が求められるようになり、遠くへ大量輸送する際は、桶を重ねて一段一段に水と金魚を入れる「重ね桶」で運搬した。当時は鉄道が開通しておらず、行商人が金魚が入った桶を持ち歩いて金魚を販売していた。二、三人が一つとなり交代形式で金魚を運び中継地に到着すると「シングリ」という籠に金魚を入れ池や沼、川につけて置いておく。そのために中継地は水替えが便利な土地が選ばれていた。郡山を出発し金沢方面まで歩きながら金魚を販売、信州を経由して東京で再び金魚を仕入れ、東海道か中山道を通って郡山へ帰ってくるという者が40人ほどいたという。
鉄道輸送が始まっても1960年あたりまで重ね桶は使われ続け、蓋をして各地に金魚を輸送していた。しかし、酸素が足りなくなるという問題があり、死亡してしまう個体も少なからずいた。その後、ビニール袋に酸素を詰めて出荷する方法に切り替わっていった。

#### 酸素詰めのビニール袋
古老の証言によれば、1945年ごろにある人物が、自身の肺の持病のために使用していた酸素吸入器をヒントにビニール袋に酸素を入れて運ぶ方法を開発したとされる。この人物はヒカゲノカズラを産卵藻に使用した人物と同一人物である。ただ、当時ビニール袋は高価であったため金魚桶も1960年ごろまで使われていた。
酸素詰めのビニール袋による運搬の発祥は異説があり、東京の金魚問屋、伊藤謙二が芝公園女子会間でビニール袋を見たことがきっかけで1953年に実用化、1956年から本格的な使用が開始されたとする説がある。

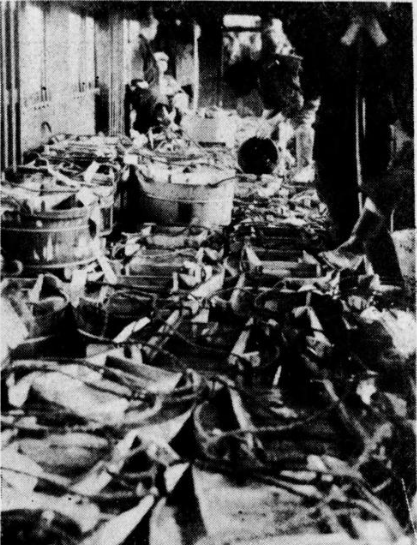
郡山駅での輸出用金魚の出荷。昭和初期頃。

#### 輸送手段
1960年当時は、国鉄郡山駅から重ね桶を載せた金魚専用の蒸気機関車が運用されていた。京都駅で停車してホームの水道で水を交換していたという逸話も残る。その後、金魚桶からポリエチレン袋を使うようになり、トラックへの輸送へと切り替わった。現在は宅配便で全国各地に金魚が配送されている。

### 流通経路
1975年に郡山金魚卸売センターが設立されるまでは、生産者と地方の小売業者は直線的な取引を行っていた。卸売センターの設立後は金魚の効率的な取引ができるようになった。ただし、高級品種の取引においては生産者と消費者間での取引も行われている。

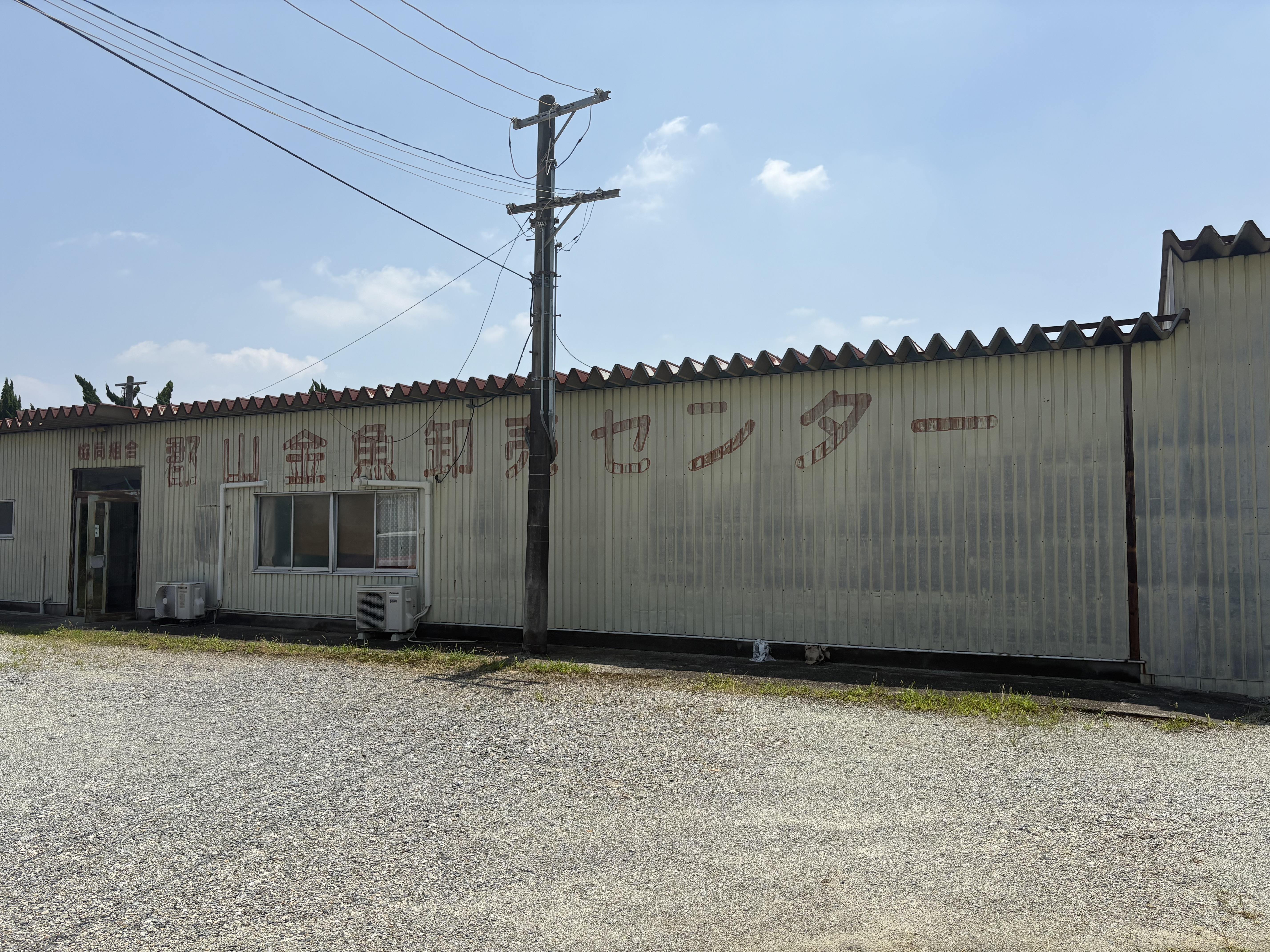
郡山金魚卸売センター

#### 金魚の競り市
弥冨金魚と同様に、大和郡山でも金魚の競り市が行われている。毎年2月から11月にかけて、郡山金魚卸売センターで週に1回開催され、5月の連休頃に最盛期を迎える。かつては天理市の奈良鑑賞魚市場でも競りが行われていたが、2007年に終了した。
郡山金魚協同組合の会員はもちろん、会員でなくても出品することができ、この競り市で金魚の県内販売量の3割が取り扱われている。1983年時点で80名の仲買人が参加していたが、2013年時点で半数以下まで減少している。ただ新規参入する業者もおり一概に衰退しているとは言い切れない。

### 輸出
金魚の輸出が始まった昭和初期は、その輸送方法に苦慮していた。はじめは酒や醤油用の四斗樽が使用されており、郡山城址の堀に「あく抜き」のために樽をさらす光景も見られた。船員に毎日水をかき回すように伝えるなど工夫はしたものの輸送途中に死んでしまう個体が多かったという。
戦後、輸出が再開されると、ブリキ缶による輸送も行われた。これは鉄道輸送では効果が見られたものの、海上や航空輸送ではあまり芳しい結果は得られなかった。他に水温を低下させて冬眠状態にする方法や、冷凍保存する方法など様々な方法が研究されたが、ことごとく失敗に終わっていた。
昭和30年代に入ると、ポリエチレンの袋に酸素を注入する方法が確立され、長時間の輸送が可能となった。

## 全国金魚すくい選手権大会
全国金魚すくい選手権大会は、1995年から毎年大和郡山市で開かれている金魚すくいの全国大会である。約1000匹の金魚が入った水槽から3分間に1枚のポイで何匹すくえるかを競う。個人戦の部と三人一組の団体戦の部がある。

### 歴史

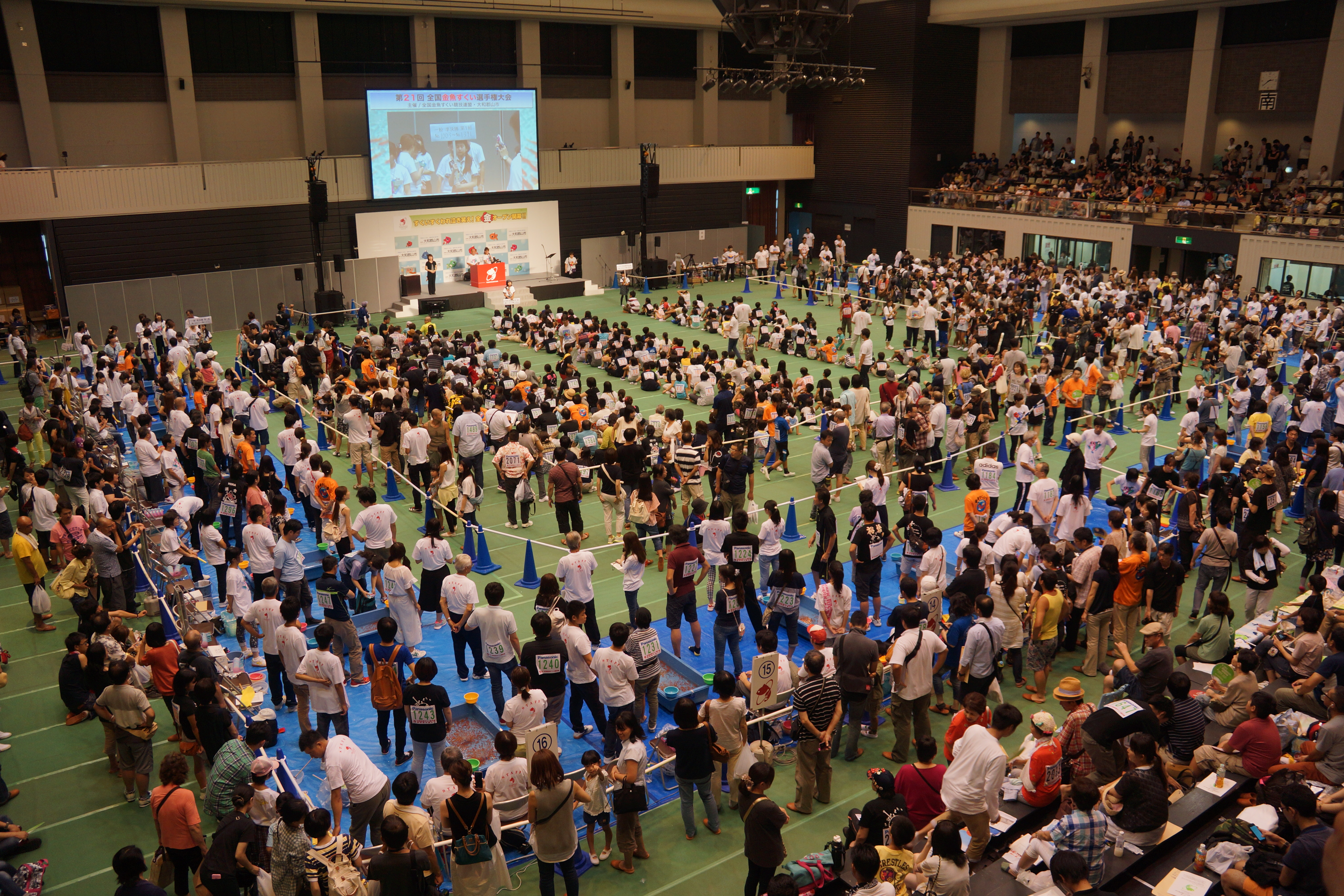
大会の様子

1995年頃、大和郡山市の金魚の生産量は減少傾向にあり、より多くの人々に郡山の金魚を親しんでもらえるような施策が必要とされていた。そこで市の観光協会は金魚すくいをスポーツとして行う大会を発案する。1995年1月に実行委員会が設置され、8月に第一回金魚すくい選手権大会が大和郡山市中央公民館（三の丸会館）で開催された。参加人数は子どもが200人、一般が200人を想定していたが、予想を遥かに上回る応募があり、抽選によって子ども300人、一般600人での大会となった。
第一回の成功を受けた翌年の第二回では、応募者全員が参加できるようにするため会場の変更を検討したが、適切な会場が見当たらず断念した。1000人の定員に対して2200人を超える応募があり前年と同様抽選となった。この際、前年の入賞者が抽選に外れるという事態が発生したため、以降はシード制度が導入されるようになった。
第5回からは会場を大和郡山市立総合公園施設多目的体育館に変更している。2008年、わかくさ国体に合わせて体育館の愛称が募集され、「金魚スクエア」という名前がつけられた。
大会への応募者は年々増加し、2002年の第8回大会では約5500人の応募があった。
第9回大会では、過去に優勝経験もある埼玉県の男性がポイをすり替える不正を行っていたことが発覚し、団体優勝や過去の記録を取り消す処分がくだされた。それ以降、予選、準決勝、決勝ごとにポイの色を変えるなど不正に対する監視が厳しくなっている。
2020年、新型コロナウイルスの感染拡大の影響で大会は中止となった。2021年の第26回大会は県予選のみを行い、全国大会は東京に緊急事態宣言が出ていたことなどを鑑みて中止された。2022年の第27回大会からは3年ぶりに全国大会が再開された。

## 関連施設

### 金魚資料館
1982年にやまと錦魚園を経営する島田正治によって開館した資料館。『金魚養玩草』などの金魚に関する文献などが展示されている。奥はロの字型の回廊となっており、様々な品種の金魚や養殖器具が展示されており、金魚研究の第一人者である松井佳一の胸像もある。

敷地内には金魚観音が所在し、これは金魚をはじめとする愛玩動物の慰霊を目的としたものである。毎年4月には春の法要が行われる。

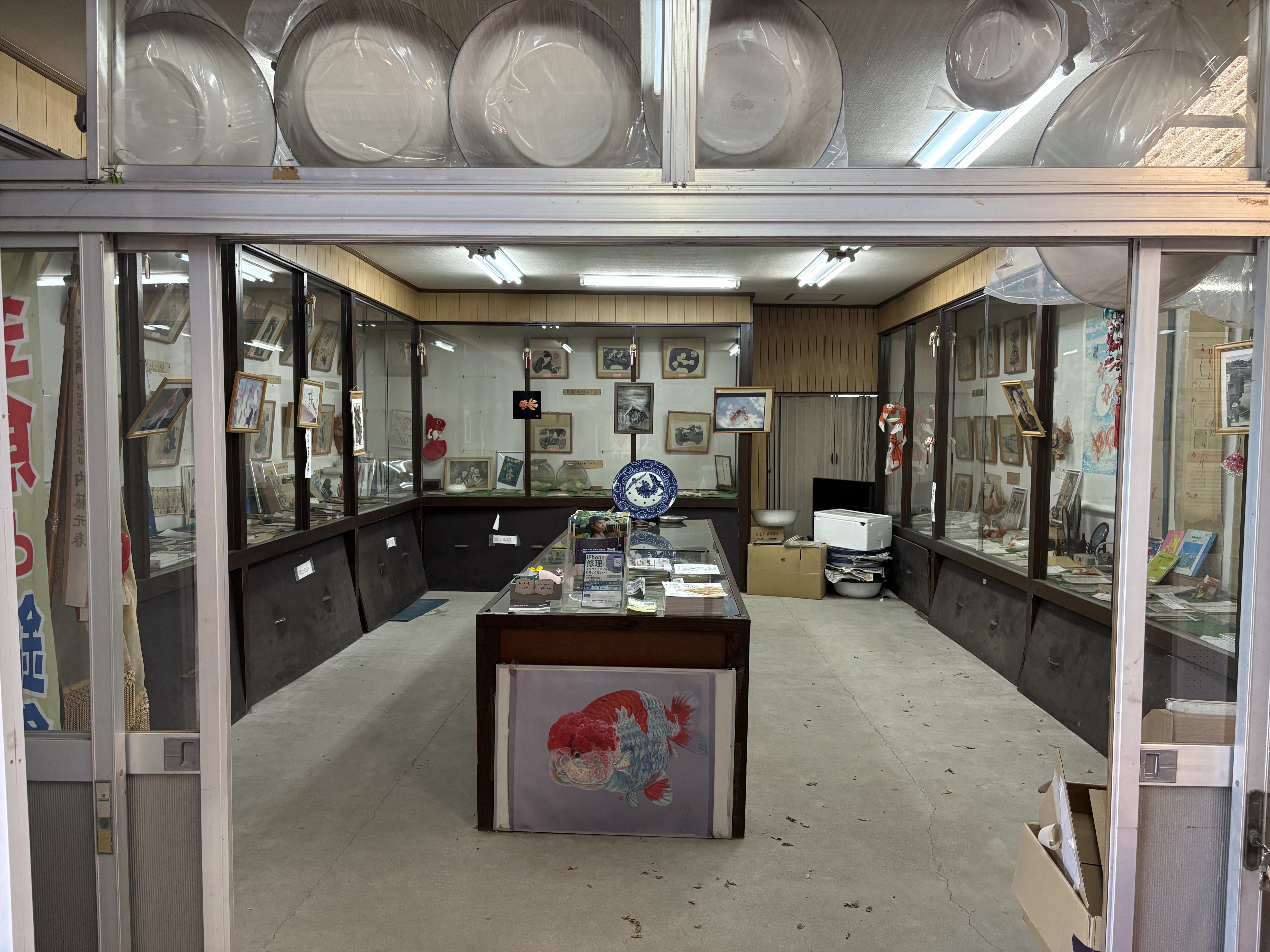
資料室
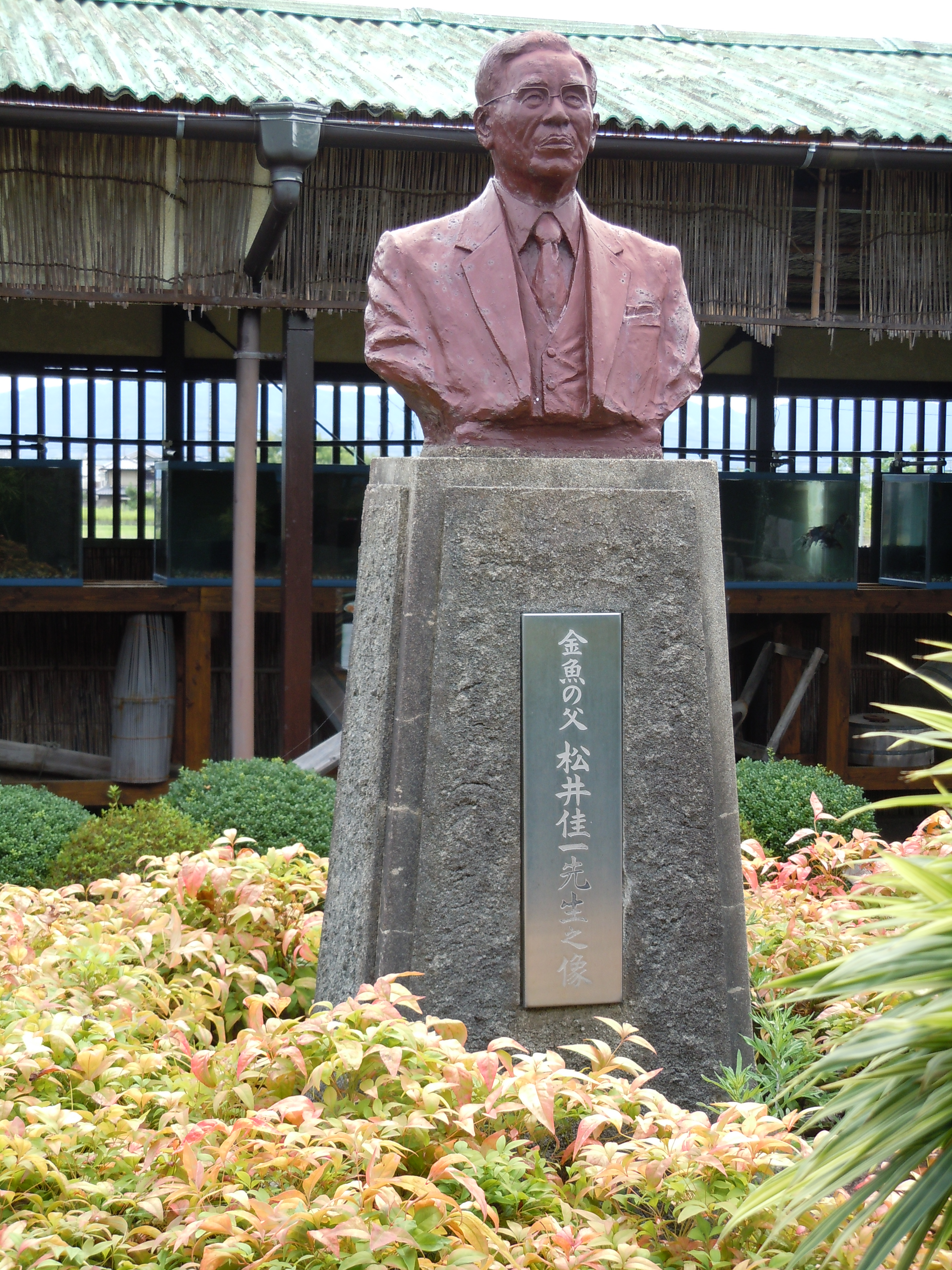
松井佳一の胸像

### 金魚文庫
大和郡山市庁舎の「市役所交流棟みりお～の」の1階にある文庫。金魚に関する本が250冊収められている。月曜日と水曜日には金魚の知識が豊富な「金魚マイスター」が常駐し、金魚に関する質問をすることができる。

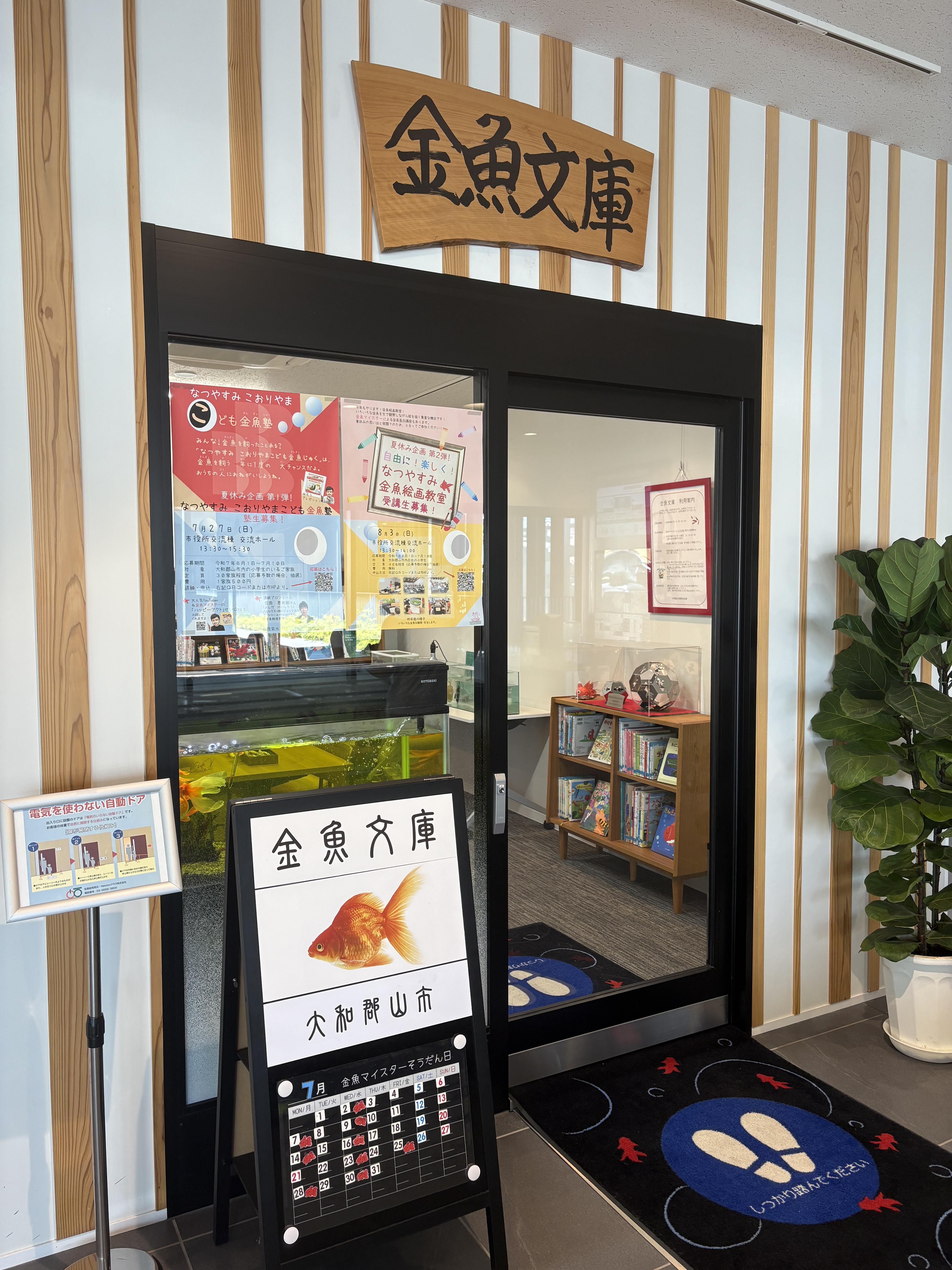
入口
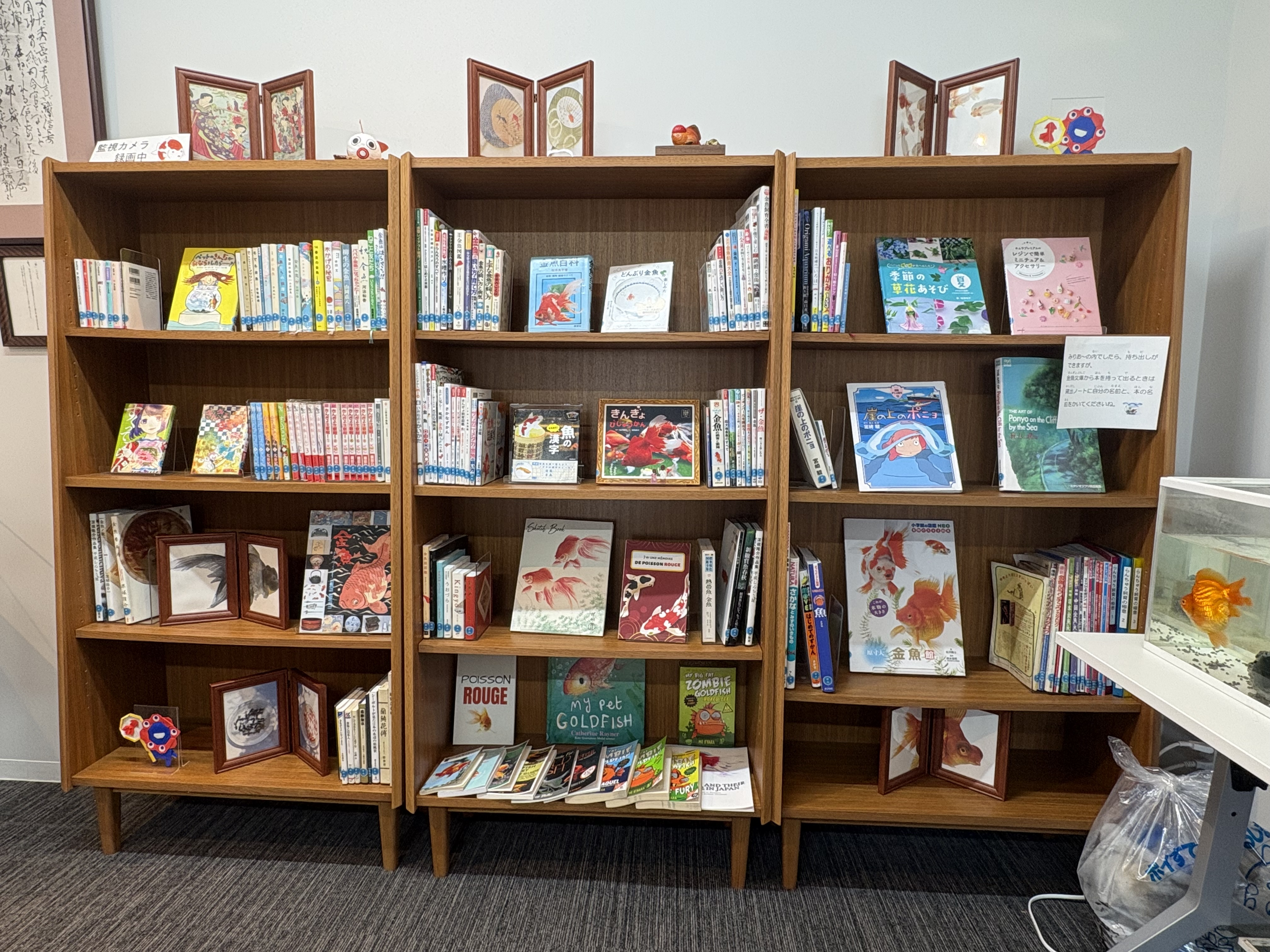
金魚関連の書籍

### こちくや
金魚グッズの専門店。店主の本業は花屋であり、1995年の全国金魚すくい選手権大会の開催、大河ドラマ『秀吉』の関連イベント「秀長百万石まつり」をきっかけに土産物屋を開業した。店名は豊臣秀長の幼名「小竹」からとられている。当初は普通の土産物屋であったが、金魚関連のグッズばかり売れるため金魚グッズを専門とするようにとなった。

2006年に金魚すくい道場を開設。開設者は、子どもたちがゲームに夢中であいさつがおろそかになっていることに危機感を覚え、「礼儀」や「道徳」を教えられると考え開設したと語っている。現在では400名以上の門下生が存在し、その中から金魚すくい選手権の優勝者も輩出している。

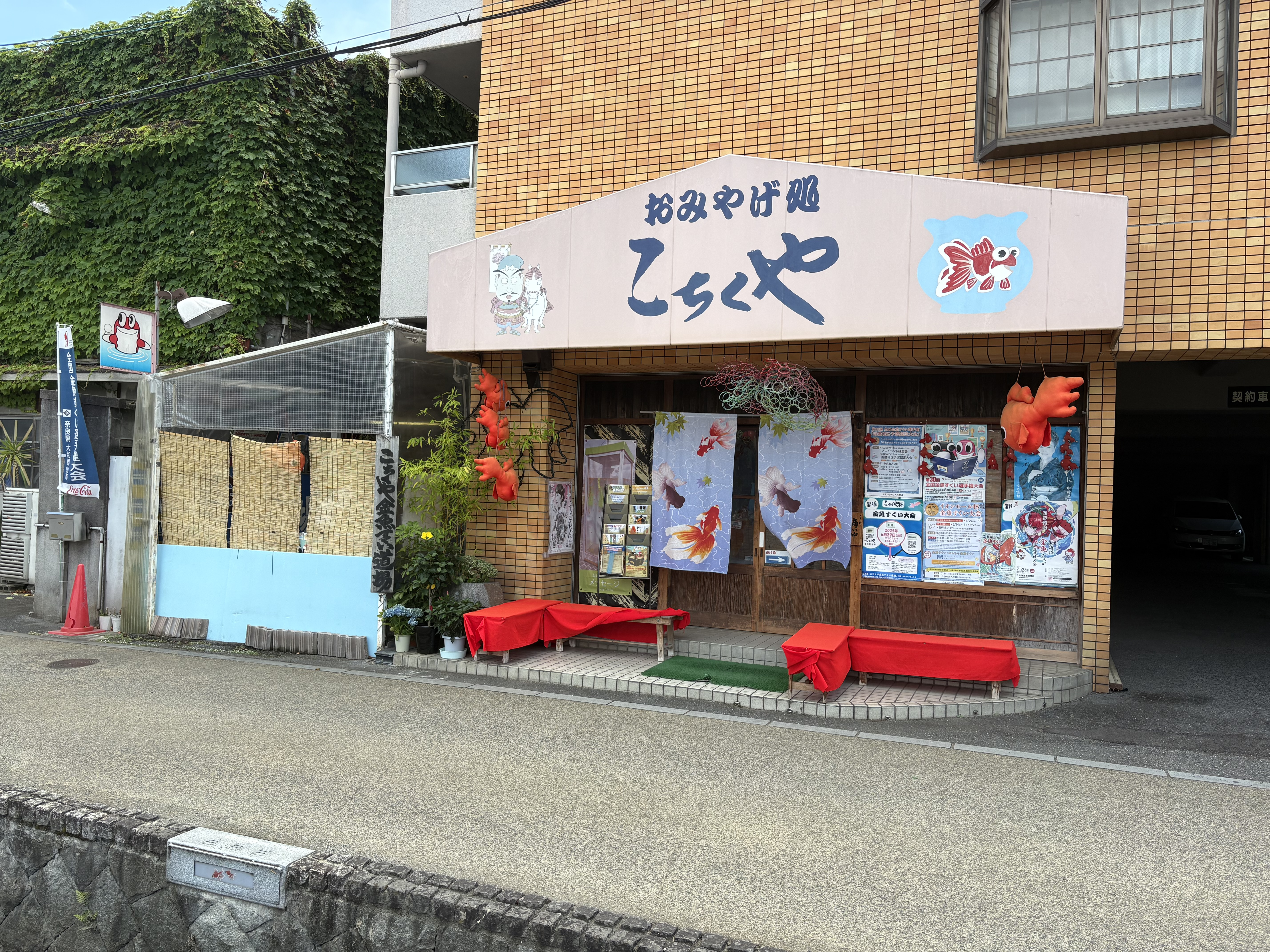
外観。左側が金魚道場
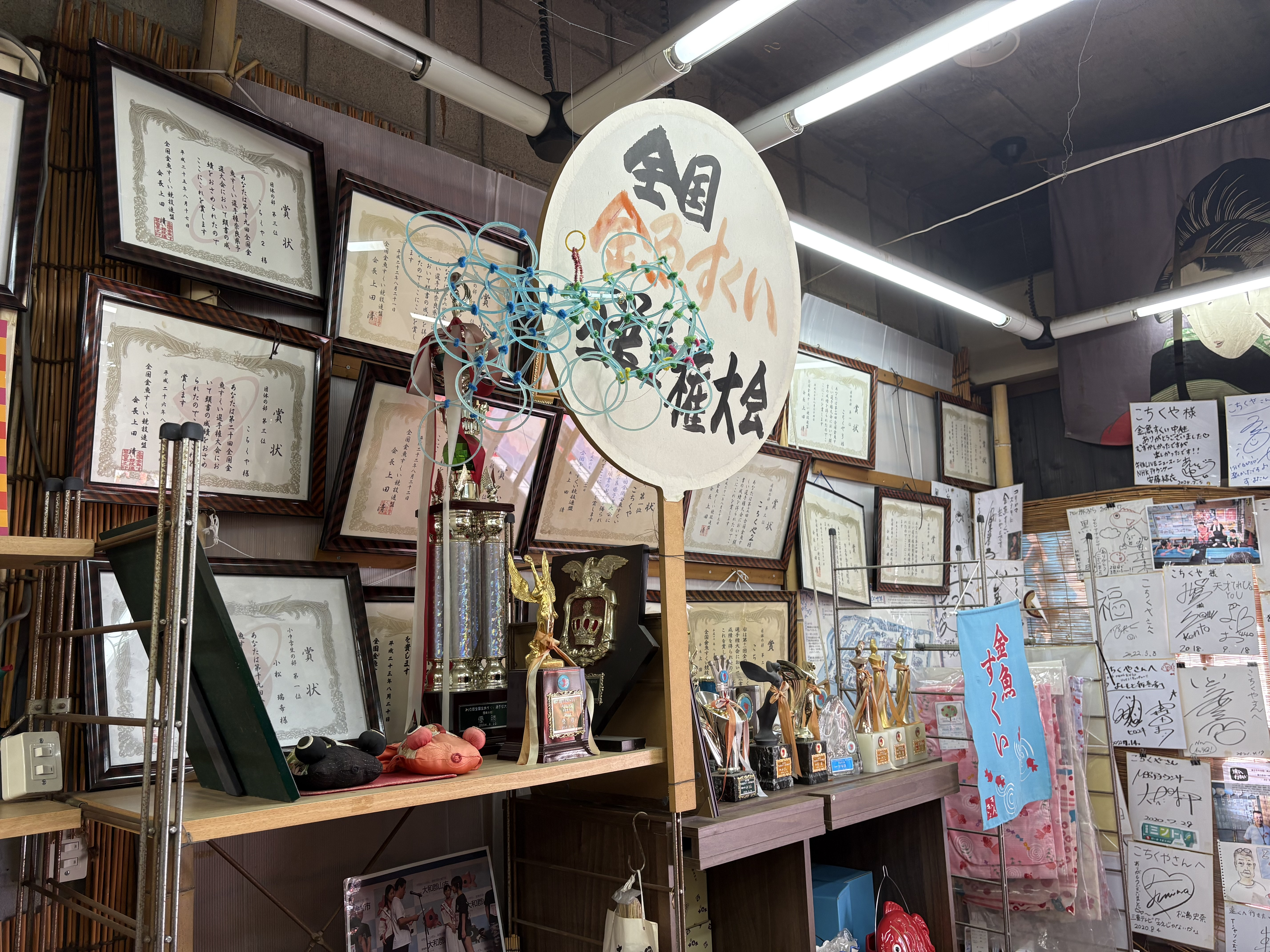
店内の金魚すくい大会のトロフィー

## 関連する作品

### 芸術
金魚電話ボックス

電話ボックスの中を水で満たして金魚を入れた作品。元々は大和郡山でアートイベントが開催された際に展示されたもので、商店街の珈琲店の働きかけで常設展示となっていた。「インスタ映え」するとして人気を博したが、現代美術作家の山本伸樹が自身の作品の著作権を侵害していると指摘したことを受け、2018年4月13日に撤去された。

### 絵本
青い金魚
1971年に刊行された川村たかしの絵本。大和郡山の金魚業者の息子を主人公とし、戦争で満州へと渡った父の帰りを信じて舞鶴へ金魚を届けるという内容である。金魚資料館を設立した嶋田正治の幼少時代のエピソードを基にしている。

### 漫画
すくってごらん
大和郡山市の金魚すくいを主題とした大谷紀子の漫画作品。2014年から2015年にかけて『BE・LOVE』で連載された。『このマンガがすごい! 2015』のオンナ編で14位にランクインしている。大手銀行に働くエリートの香芝誠が東京から大和郡山に転勤、金魚すくいに出会い、のめりこんでいくというストーリー。作者の大谷紀子は、趣味の遊郭跡巡りで訪れた大和郡山市について、担当者との打ち合わせで金魚すくいの話題が出るまでその名物を知らなかったことに驚き、すぐに取材に向かったという。
2021年には、真壁幸紀監督で映画化されている。

### 映画
茜色の約束 サンバdo金魚
2012年に公開された映画。監督は大和郡山市出身の塩崎祥平が担当した。ストーリーは、大和郡山市にやってきた日系ブラジル人のリカルドと、金魚の養殖場を実家に持つ同級生の花子が、伝説の青い金魚を巡る騒動に巻き込まれていくという内容になっている。

### 書籍
- 石田貞雄『金魚グラフィティ』光琳社、1986年。
  - 植村俊博『金魚輸送の変遷』光琳社、1986年。
- 簡保資金振興センター『かんぽ資金 5月(48)』簡保資金振興センター、1982年。
- 「郡山の歴史と文化」編集実行委員会『平和のシンボル、金魚が泳ぐ城下町　～郡山の歴史と文化～』ぎょうせい関西支社、2022年。
- 国土計画協会『人と国土 24』国土計画協会、1998年。
- 鈴木克美『金魚と日本人』講談社、2019年。ISBN 9784065168820。
- 長田光男『奈良点描2』清文堂、1983年。ISBN 4792422027。
- 奈良女子大学文学部地理学教室『奈良盆地』古今書院、1961年。
- 日本地域社会研究所『日本の郷土産業 4』新人物往来社、1975年。
- 農山漁村文化協会『江戸時代　人づくり風土記　㉖ふるさとの人と知恵　奈良』有歩企画、1998年。ISBN 4540980092。
  - 向井止津男『柳沢時代から藩士の内職だった金魚飼育』1998年。
- 藤田久光『大和郡山の観光資料』奈良新聞印刷、2017年。
- 松井佳一『科学と趣味から見た金魚の研究』成山堂書店、2006年。ISBN 9784425981618。
- 森田義一『ふるさとの想い出 写真集 明治大正昭和 大和郡山』国書刊行会、1979年。
- 大和タイムス社『大和百年の歩み 政経編』大和タイムス社、1970年。
- 『きんぎょ生活 vol.1』エムピージェー、2015年。
  - 吉田信行『江戸における金魚の歴史』エムピージェー、2015年。
  - 嶋田輝也『大和郡山における金魚の歩み』エムピージェー、2015年。

### 論文
- 新海拓郎『変化する金魚養殖の技法 ー奈良県大和郡山市の事例を中心にー (PDF)』（論文）、総合研究大学院大学、2022年。
- 新海拓郎『金魚養殖の技術に見る人間の介入 ー奈良県大和郡山の金魚池養殖とため池養殖の比較からー』（論文）、日本民俗学313号、2023年。
- 竹下裕隆『金魚：その人のかかわりの文化史と生産・流通 ー大和郡山と弥冨を中心にー』（論文）、関西大学大学院文学研究科、2013年。
- 渡邉雅子『金魚を使った町おこしの現状と課題』（論文）、大阪府立大学現代システム科学域環境システム学類、2021年。